# Палач (роман Эдуарда Лимонова)
«Палач» — роман Эдуарда Лимонова, опубликованный в Израиле в 1986 году. В произведении автор рассказывает о необычной судьбе польского иммигранта, который обрёл известность в США благодаря своей работе жиголо, использующего садистские практики в отношениях с богатыми клиентками.

Книга неоднократно переиздавалась, а также была переведена на французский, греческий и итальянский языки. 

## Сюжет
Роман начинается со сцены в «Макдоналдсе», где главный герой — Оскар Худзински, польский эмигрант в США, становится случайным свидетелем убийства: в ходе ссоры между двумя мужчинами, один из них достал револьвер и застрелил своего, как позже выяснилось, любовника. После расправы стрелок скрылся с места преступления.
Вскоре через СМИ Оскар узнаёт, что жертвой убийства был гомосексуал Марк Хатт, который работал «профессиональным садистом». Этот род деятельности кажется крайне интересным для безработного поляка, и если раньше он планировал написать книгу, то теперь Оскар начинает хотеть зарабатывать деньги другим образом:

Когда спустя полчаса он встал со скамейки и направился вверх по Бродвею, по направлению к отелю «Эпикур», Оскар уже знал, что у него есть новое секретное оружие. И куда более могущественное, чем философская книга. Он будет профессиональным садистом в этом мире. И не таким маленьким макдональдсовским садистом, каким был Марк Хатт. В постели Оскар будет хозяином богатых и сытых. Он будет Палачом.
Пользуясь своими старыми связями, Оскару удаётся попасть на вечеринку, организованную для высшего света американского общества. Там он знакомится с Женевьев Де Брео — богатой француженкой пятидесяти лет, которая впоследствии станет его клиенткой и спонсором. С этого начинается карьера Оскара в секс-индустрии.
В книге описаны не только восхождение Оскара «по карьерной лестнице» и приобретение им новых клиенток, но и его личная жизнь. Несмотря на пришедший успех и деньги, главным человеком в жизни Оскара остаётся русская девушка Наташка. Оскар и Наташка любят друг друга, но Наташка не хочет строить с ним «классических» долговременных отношений. Параллельно с этим в жизнь Оскара возвращается его старый польский знакомый, неудавшийся писатель Яцек. В ходе определённых обстоятельств, Яцек начинает преподавать русский язык дочери одной из клиенток Оскара, и при встречах часто критикует Оскара за его новый образ жизни.
В конце книги уже известный и богатый Оскар начинает «по-западному» оценивать свои с Наташкой отношения и приходит к выводу, что «Наташка — это тупик… отношения должны развиваться. Его отношения с Наташкой не развиваются». Осознав это, он решает прекратить отношения с Наташкой и жениться на другой, более перспективной девушке из очень богатой семьи. Однако свершиться данному плану было не суждено, так как немного спустя Оскара находят убитым в его доме при загадочных обстоятельствах.

## Мнения и оценки
- В своём разборе данного произведения Владимир Лорченков пишет, что «Палач» — «один из лучших романов Лимонова, и, значит, один из лучших русских романов конца 20 века».[7]
- Критик Михаил Лемхин высказал следующее мнение по поводу данной книги: «Завоевать Нью-Йорк — мечта философа-палача. Мечта Лимонова — отвоевать местечко наверху. Лимонов похож на своего героя не только в мелочах, привычках, пристрастиях. Сходство между автором и персонажем книги в другом — в абсолютной и откровенной безнравственности».[8]
- Данила Дубшин считает, что роман это Попытка, впрочем с негодными средствами, спрятаться от "Эдички" и написать роман в третьем лице о другом человеке.[9]